# Servigliano
Servigliano är en ort och kommun i provinsen Fermo i regionen Marche i Italien. Kommunen hade 2 270 invånare (2018).